# Zacatal, San Juan Evangelista
Zacatal är en ort i Mexiko.   Den ligger i kommunen San Juan Evangelista och delstaten Veracruz, i den sydöstra delen av landet, 400 km öster om huvudstaden Mexico City. Zacatal ligger 166 meter över havet och antalet invånare är 303.
Terrängen runt Zacatal är huvudsakligen platt. Zacatal ligger uppe på en höjd. Runt Zacatal är det ganska tätbefolkat, med 67 invånare per kvadratkilometer. Närmaste större samhälle är San Juan Evangelista, 9,9 km öster om Zacatal. Omgivningarna runt Zacatal är en mosaik av jordbruksmark och naturlig växtlighet.